# Alcúdia
|  | Aquest article tracta sobre el municipi mallorquí. Vegeu-ne altres significats a «Alcúdia (desambiguació)». |

Alcúdia (pronunciació local col·loquial IPA: [əlkúði]) és un municipi balear situat al nord de Mallorca, que té el títol de ciutat des de 1523; i està situada entre les badies de Pollença i la d'Alcúdia; la seva extensió és de 60 quilòmetres quadrats, i té més de 21.000 habitants. La ciutat té un traçat urbanístic medieval, condicionat pels dos recintes de muralles que l'envolten. Els carrers són estrets i irregulars, alguns edificis conserven elements característics de l'època d'esplendor de la ciutat i són de gran valor arquitectònic. Correspon amb l'antiga ciutat de Pol·lència.

## Símbols
L'escut d'Alcúdia és el símbol oficial emprat per l'Ajuntament. Els elements que el componen són:
- a baix, la mar, atès que Alcúdia és una península rodejada de mar per tots els costats manco per l'oest.
- la porta d'una murada, que fa referència al tancat medieval emmurallat de la ciutat.
- dos grius, un sobre cada torre de la murada.
- a dalt de tot, una àguila coronada de dos caps, que va ser atorgada per l'emperador Carles I, ja que Alcúdia fou fidel i no es revoltà amb les Germanies.[3]

## Etimologia
El nom actual d'Alcúdia prové de l'àrab al-kudya, que vol dir 'el pujol'. Hi ha un bon grapat de llocs valencians que també porten aquest mot àrab, com ara l'Alcúdia de Carlet o l'Alcúdia de Crespins, així com també qualcun a Mallorca, com la possessió de Vilafranca Alcúdia Arrom 'el pujol dels cristians'.
En època romana fou la ciutat de Pol·lència. En llatí, pollentia és un substantiu derivat del verb polleo 'tenir poder, tenir força', de manera que Pol·lència era 'la vigorosa'; la vila de Pollenzo també rep el nom d'una antiga població romana anomenada Pollentia, de la qual sembla que la mallorquina pot prendre el nom. Durant l'antiguitat tardana, la ciutat perdé població i el topònim, en època islàmica, passà a donar nom a un juz, el qual s'anomenà Bullansa, adaptat del romanç mallorquí a l'àrab; més tard el topònim, adaptat al català, es donà a la nova vila de Pollença.
Pel que fa a l'actual Alcúdia, la primera parròquia se situà a l'alqueria de Guinyent, situada devora la d'Alcúdia, i s'anomenà Sant Jaume de Guinyent. Però l'alqueria d'Alcúdia prengué més importància demogràfica i amb el temps esdevengué vila i seu de la parròquia, de manera que la població acabà per rebre el nom d'Alcúdia. El gentilici és alcudienc.

## Geografia
Alcúdia és un municipi situat al nord-est de Mallorca, està enmig de dues badies, la del terme de Pollença (coneguda històricament en època medieval com la badia petita d'Alcúdia) i que queda a tramuntana i a ponent del municipi, i la badia d'Alcúdia.
La vila té títol de Ciutat des de 1523, i històricament als pobladors d'aquest lloc els diuen: Ciutadans alcudiencs. Aquest títol fou atorgat per l'emperador Carles V.
El municipi limita, a tramuntana i a ponent, amb el terme de Pollença; a migjorn amb sa Pobla i amb Muro.
Té una extensió de 60 quilòmetres quadrats, i té més de 21.000 habitants. La ciutat té un traçat urbanístic medieval, condicionat pels dos recintes de muralles que l'envolten. Els carrers són estrets i irregulars, alguns edificis conserven elements característics de l'època d'esplendor de la ciutat i són de gran valor arquitectònic.

### Orografia
El relleu d'Alcúdia es concentra, sobretot, al Cap del Pinar. El puig més alt, la Talaia d'Alcúdia, fa 445 metres d'alçada. De camí a la Talaia d'Alcúdia trobam l'Ermita de la Mare de Déu de la Victòria, on es guarda la patrona de la ciutat d'Alcúdia. La seva festa se celebra cada 2 de juliol. Aquesta ermita fou restaurada en el segle xvii i gràcies a l'associació Obreria Amics de la Victòria es fan restauracions tant de l'arquitectura com de les peces religioses i artístiques de l'ermita. Durant l'estiu del 2008 la Mare de Déu de la Victòria fou traslladada de Palma a Alcúdia, on ha passat un temps en restauració.
A prop hi ha tres muntanyes més: a la part dreta el Puig del Romaní, de 387 metres, i la Talaia Vella de 349 metres d'alçada.
A mà esquerra, la Penya Roja o del Migdia, de 355 metres, on hi ha un canó que s'emplaçava en una torre de vigilància construïda el 1603 i que fou restaurat a principis del segle xxi.
Al sud de la vila hi ha poques elevacions, entre les quals el Puig de Sant Martí, de 260 metres, el Puig de Son Fe, de 265 metres, i el Puig de Son Vila, de 330 metres. El relleu del centre de la península d'Alcúdia és més aviat escàs. L'àrea protegida de la Victòria té una extensió d'unes 1.198 ha.

### Hidrologia

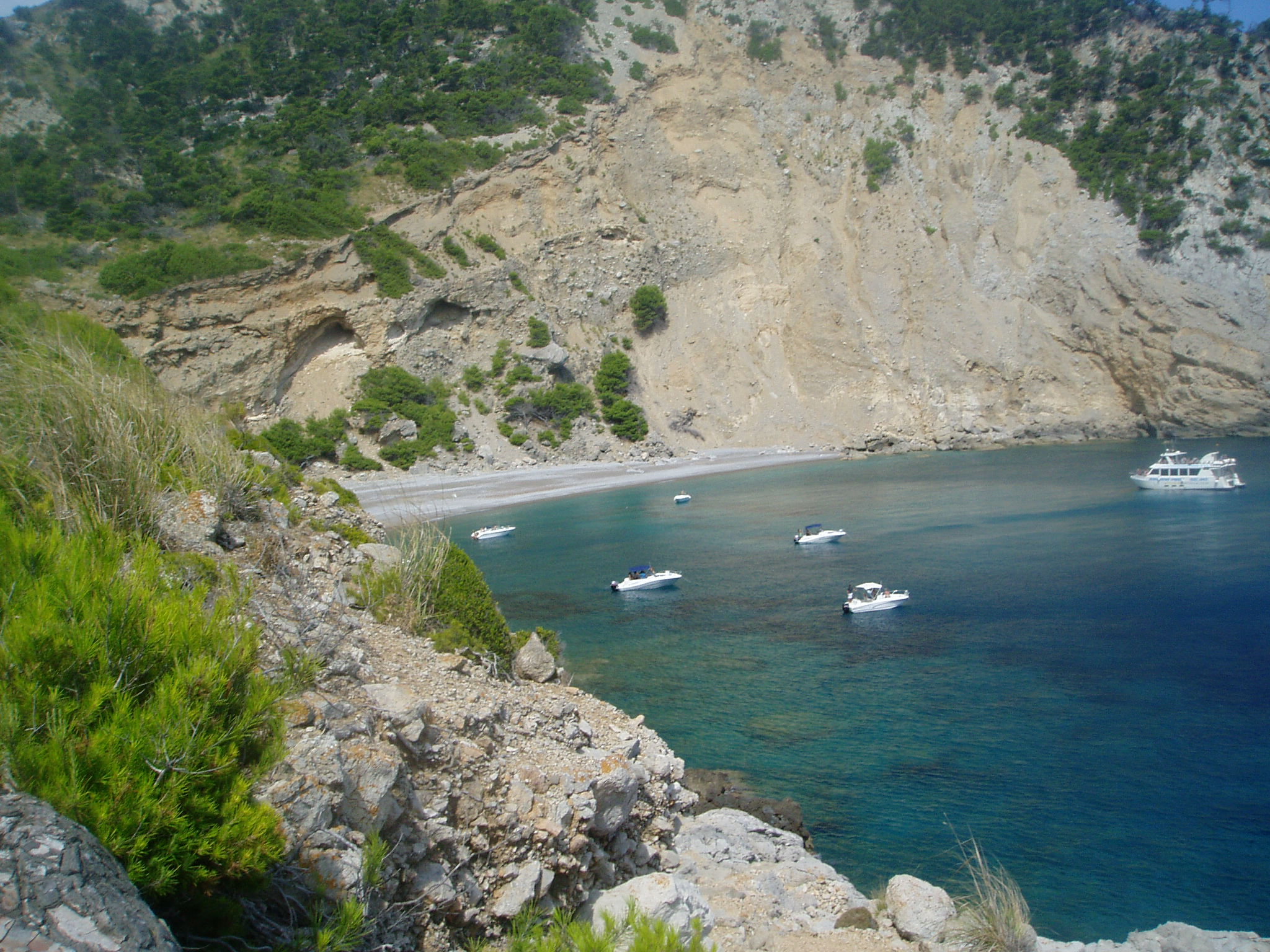
Vista de la cala del Coll Baix

El terme d'Alcúdia està separat en dues conques separades per l'alineació muntanyenca interior que es perllonga fins al cap del Pinar. Una és la del nord, en què les aigües superficials aboquen a la badia pollencina i la del sud, que ho fa a la d'Alcúdia. Al sud compta amb part del Parc Natural de l'Albufera de Mallorca, així mateix amb dos llacs o estanys: el Llac Esperança, que en altres temps era molt més gros que ara, i l'Estany Petit, que es troben a prop del Puig de Sant Martí.
- Torrents:
  - Can Roig (entre Pollença i Alcúdia).
  - Can Xanet o Torrent Pregons, que es troba a prop de Ca'n Roig, es troben al límit amb Pollença; i es troben dins l'àrea de l'Albufereta i compten amb una conca de 12 km². Ambdós serveixen per alimentar l'àrea d'aquest parc natural.
  - Petits torrents a la zona d'es Cap des Pinar, de llit curt i amb fort pendent.
  - Canal des Camp Gran, travessa la urbanització de Mal Pas.
  - Torrents de Ses Fontanelles i de s'Aladenar cap al Cap Gros. S'Aladenar és abeurat per la font Viva, al llevant del municipi.
  - Torrent des Paragons, els anomenats: el Primer Torrent i el Segon Torrent, a la zona des Cap des Pinar.
  - Torrenteres de la zona des Puig de St. Martí, i que acaben a la zona de Muro i travessen l'Albufera.
- Platges i Cales d'Alcúdia.

Alcúdia compta amb moltes cales i quatre platges: la Platja d'Alcúdia, al Port d'Alcúdia; la Platja de la Marina, a la Badia de Pollença; i la Platja de Sant Joan i la Platja de Sant Pere, a la zona residencial de Mal Pas i Bonaire, a la Badia de Pollença.
Pel que fa a les cales, n'hi ha moltes: la Cala de S'Illot, la Cala d'es Clot a la Badia de Pollença; i les cales d'Alcanada o Aucanada (pronúncia local: [əwkə'naðə]) i la des Coll Baix, a la Badia d'Alcúdia. Hi ha petites platgetes o caletes de mida molt petita, que tenen una característica mixta: o sigui, de sorra i roques.

### Clima
Alcúdia té un clima Mediterrani amb hiverns curts, frescos i humits (als mesos de gener i febrer les temperatures ronden els 15 °C) i estius humits, llargs i càlids (al juliol i a l'agost les temperatures acostumen a superar els 35 °C. La màxima temperatura registrada a la ciutat va ser de 38,6 °C, 39,8 °C. El municipi té una mitjana de precipitacions anuals situada entre els 600 i 700 mm, distribuïdes de forma molt irregular i en què no són freqüents les pluges torrencials a l'hivern. Sobre les temperatures, Alcúdia té una mitjana anual que va des del 17° i el 18°. La localitat pot arribar a superar els 35 °C als estius, però també gaudeix de moltes brises marines que fan suavitzar les temperatures. Predominen els vents de gregal, tramuntana i de llevant. El vent que és menys freqüent és el de ponent.

### Possessions
Destaquen les possessions de Son Fe, Son Simó, Gatamoix, Son Fava, Son Siurana, Can Seguer, Els Òscols, Can Socias, la Torre de Vernissa, Vertaient Gran i Vertaient Petit, Can Xanet, Oriolet, Son Rotger i Biniatria.

### Fauna i flora
El Cap del Pinar és l'àrea muntanyosa principal del municipi i és de propietat pública. La vegetació d'aquesta contrada resulta d'un gran interès paisatgístic en localitzar-s'hi abundantment algunes espècies vegetals d'especial importància, com l'endèmica didalera (Digitalis dubia) o l'escassa rapa mosquera (Arum muscivorum). També destaca per ser un dels sectors de l'illa on més abunda el garballó (Chamaerops humilis). El pinar (Pinus halepensis), esdevé el tret més característic del seu paisatge i de fet, és l'única zona boscosa de certa extensió dins el municipi. La zona de la Victòria compta amb una extensió de 1.384 quarterades, protegida sota la figura d'Àrea Natural d'Especial Interès (ANEI).
També gaudeixen d'espais protegits a Alcúdia, les zones de l'Albufera, Punta de Manresa, el Puig de Sant Martí de 264 m. i la Serra de Son Fe, aquests dos darrers constitueixen un altre tipus de paisatge muntanyenc, ben diferent del que hem descrit abans, perquè aquest es troba gairebé desproveït d'arbrat, alhora que hi predominen els carritxerars. El tercer tipus de paisatge es troba a la zona septentrional i meridional de la demarcació alcudienca, i que corresponen a les àrees humides de l'Albufereta, al nord i l'Albufera, al sud. La primera es manté gairebé intacta davant la pressió urbanística, la segona està més pròxima a la zona més turística de la ciutat i gira entorn dels dos estanys o llacs, l'estany Esperança i l'estany Menor. En les proximitats encara es conserven àmplies extensions de canyet on nidifica una variada i nombrosa avifauna. També hi creixen el tamarell, el jonc, la bova, l'herba salada o la salicòrnia, entre altres tipus. Quant a la distribució, el 23% del sòl del municipi és ocupat pel matollar enfront del 16% del bosc. El paisatge de secà s'estén per més d'una tercera part del territori amb presència d'arbrat.
Sobre la fauna, destaquen dues àrees humides molt importants, l'Albufereta i l'Albufera Gran, vital per a moltes espècies d'aus, ja que hi troben menjar i refugi, el que fa d'Alcúdia un indret particularment rellevant des del punt de vista faunístic. Com a terme costaner, té una riquesa de peixos que habiten tant en els ecosistemes marins com a les albuferes. Moltes de les espècies d'ocells migradors o sedentaris tenen Alcúdia com a punt estratègic de descans o de pas molt important.
Llista d'ocells i peixos amb presència a Alcúdia: Àguila peixatera, la fotja, l'avisador, el bec vermell, el gall faver, la juia, el xiulador, i milers més d'espècies d'aus que passen per aquests aiguamolls. Destaquen també la presència de diverses espècies de mamífers, com l'eriçó o la mostela; d'amfibis, la granota, la serp d'aigua, i peixos diversos com la llisa i les anguiles.

## Població
| Entitat de població | Habitants (2024) |
| Alcúdia             | 7.905            |
| Platja d'Alcúdia    | 7.066            |
| Port d'Alcúdia      | 5.217            |
| Marina Manresa      | 749              |
| es Mal Pas          | 691              |
| Son Fe              | 447              |
| Font: INE           |                  |

Dades de demografia històrica a Alcúdia:
| 2.718 | 3.101 | 3.504 | 3.683 | 3.782 | 3.573 | 3.487 | 3.899 | 5.350 | 8.008 | 10.284 |

## Economia i indústria
El motor principal de l'economia, des de mitjan segle xx, és el turisme. Antigament, els alcudiencs explotaven els seus recursos naturals que tenien a l'abast a través de la ramaderia, l'agricultura, la pesca i la caça.
Al municipi la superfície conreada ocupada era per a cultius de secà que arribava a ocupar les 1.276 ha, i se sembraven cereals, ametlers, farratges, garrovers i oliveres. En pesca destaquen principalment les captures de sípia, llagosta i déntol. Gràcies a la piscifactoria de GESA, es crien daurades i llobines. Durant la dècada dels anys 50 del segle passat (S.XX), es creà una planta d'energia elèctrica de GESA, situada a prop d'Alcanada i tancada en construir-se una segona planta, a la carretera vella d'Alcúdia a Sa Pobla, des de 1981.
Entre les activitats industrials, es creà una planta embotelladora de gas butà en 1963, a prop del Port Comercial d'Alcúdia i del conegut poblat de GESA. També s'aprofità per crear un dipòsit d'asfalt o ciments, a prop del cementiri. Alcúdia també té un Parc de Tecnologies Ambientals, situat a prop del límit amb Sa Pobla.
Alcúdia compta amb el segon port més important de Mallorca i el segon més important de l'arxipèlag, després de Palma. Hi ha una línia marítima entre Menorca i Mallorca, que transporta milers de passatgers entre les dues illes cada dia, dos cops al dia en dies laborables i una vegada als cap de setmana. Així mateix, hi ha la línia de passatgers de Barcelona que uneix la ciutat comtal, cada dia, amb Alcúdia; i transporta també un gran nombre de turistes. Històricament sempre havien existit aquestes dues línies marítimes, principalment per a mercaderies. Després de la Guerra Civil espanyola, un avió partia de Marsella, volava al Port Alcúdia i continuava el camí fins a l'Alguer; aquesta línia durà uns vuit anys en actiu.

### Turisme
Com el principal motor econòmic de la ciutat alcudienca que n'és, el turisme compta amb uns quaranta establiments turístics. Amb el pas del temps s'han anat augmentant, tal com també han augmentat els serveis turístics de la localitat, i han arribat a ser un dels principals de l'arxipèlag. Alcúdia gaudeix de moltes places turístiques, principalment de tres estrelles. Des de fa una dècada, Alcúdia té una petita planta d'hotels d'interior que són dels millors que podem trobar. Petits hotels de poques habitacions, on el tracte és encara molt més personalitzat i directe, i en la gran majoria dels casos els clients poden conèixer-hi els altres clients amb els quals acaben de relacionar-se.
Des de l'any 1994, Alcúdia és un municipi ecoturístic. Des de l'any 2004, Alcúdia aposta pel turisme actiu, amb una gran varietat d'empreses que proporcionen diverses activitats esportives. Des de 2008, Alcúdia també aposta per la marxa nòrdica o Nordic Walking, per a la qual cosa creà en 2009 la primera planta de Nordic Walking reconeguda d'Espanya. A Alcúdia, han planificat rutes per a aquesta marxa per muntanyes, platges i camp. Gràcies al bon clima de què gaudeix durant tot l'any l'arxipèlag, en aquesta ciutat han projectat un atractiu pla per millorar-ne l'oferta complementària, principalment des de la primavera a la tardor, malgrat que —gràcies al bon temps que de vegades fa a l'hivern— també es pot gaudir d'aquest esport.

### Comunicacions
Alcúdia està molt bé comunicada per terra i per mar. Hi ha una companyia d'autobusos de línia, la Mallorca S.L., que té onze línies a l'estiu i dues línies a l'hivern. Hi ha tres estacions de taxis: Centre històric, Port, i Ciutat Blanca. Per mar hi ha dues companyies de vaixells, Baleària i Iscomar Ferries, que uneixen Alcúdia amb Menorca i Barcelona. L'estació marítima d'Alcúdia és a mig quilòmetre del Passeig Marítim, d'on surten els autobusos locals per anar a Palma: exactament surten del carrer Coral. No hi ha cap línia que enllaci els dos llocs, però es pot trucar als taxis alcudiencs que hi fan d'enllaç. Hi ha la possibilitat que, en el futur, la companyia Autocars Mallorca tengui aturada a l'estació marítima. Tampoc no hi ha autocars de línia que vagin directes des d'Alcúdia fins a l'aeroport.
L'aeroport, a prop de Palma, es troba a tres quarts d'hora de cotxe de la localitat. L'autovia de Palma a Sa Pobla es troba a tan sols deu minuts de la vila. L'estació de tren més propera d'Alcúdia és a Sa Pobla, a 10 km. Hi ha un projecte d'estendre la xarxa de trens fins a la localitat en els propers dos o tres anys, que sense dubte serà un gran avanç per dur més passatgers i turistes. Es poden llogar cotxes, bicicletes i motos a Alcúdia, hi ha una dotzena de rent-a-cars i bicicletes, i una companyia de lloguer de motos.

## Història

### Època precatalana
Pol·lència fou una de les dues ciutats que els romans fundaren a Mallorca després de la conquesta el segle ii aC, juntament amb Palma. Pol·lència va ser un campament romà fins a la dècada dels 70 del segle i aC. Va ser llavors que, segons les excavacions al fòrum, es va reorganitzar l'urbanisme de la ciutat i es va monumentalitzar. Pol·lència fou una ciutat rica i pròspera, l'àrea conservada de la qual ocupa unes quinze hectàrees. No obstant això, la ciutat patí un incendi devastador al segle iii i tal vegada un saqueig a mans dels vàndals i les terres de Pol·lència varen romandre parcialment o totalment despoblades, i la població medieval cristiana va establir-se en zones rurals.
Durant l'època islàmica, la població de l'actual terme d'Alcúdia se centrava en les diverses alqueries de la zona, entre les quals Guinyent i Alcúdia.

### Època catalana
El primer nucli de població musulmana d'Alcúdia nasqué entorn de l'alqueria musulmana d'Alcúdia (en àrab vol dir 'el pujol'). No obstant això, la primera parròquia se situà a l'alqueria de Guinyent, situada devora la d'Alcúdia, i s'anomenà Sant Jaume de Guinyent. Però l'alqueria d'Alcúdia prengué més importància demogràfica i el 1298 el rei Jaume II de Mallorca va determinar que la nova vila se situaria entorn de l'alqueria d'Alcúdia i la parròquia es desplaçaria al nou nucli, si bé es mantendria l'advocació del sant. Per aquest motiu va comprar una casa, un tros de terra i un solar per a edificar l'església, la rectoria i el cementeri. Aquell mateix any, per orde del mateix rei, hom començà a bastir les murades, que foren acabades el 1362 durant el regnat del rei Pere IV d'Aragó.
Després de la incorporació de Mallorca a la Corona d'Aragó l'any 1229, el rei Jaume I d'Aragó va dividir l'illa en 8 parts. Quatre romangueren en mans del mateix monarca i les quatre restants foren per als nobles que havien ajudat en la conquesta. Alcúdia quedà dins els territoris que pertanyien a Jaume I. El monarca atorgà plaça als cavallers de l'orde del Temple a Pollença i unes terres als afores d'Alcúdia (pel puig de St. Martí).
Jaume II també ordenà de comprar un terreny per fer-hi l'hospital militar d'Alcúdia, just davant de l'església parroquial de Sant Jaume, el qual és, actualment, el Museu Monogràfic de Pol·lència.
Entre 1348 i 1350, època de la Pesta Negra a Europa, la malaltia també arribà al port d'Alcúdia mitjançant les rates que anaven amb els vaixells. S'inicia així la propagació per l'illa. El primer alcudienc que cau d'aquesta malaltia era Guillem Brassa. Era capità d'Alcúdia Guillem de Mosqueroles i el batlle en Bernat Moror.
El 1450, amb la Revolta Forana dels Agermanats, els alcudiencs s'enfrontaren contra els agermanats de la Part Forana, en contra de la revolta esclatada. Va haver-hi un grup que va voler estar de part dels agermanats encapçalats per Miquel Renovard que eren partidaris de la revolta contra Palma.
El 21 de febrer de 1507 el Sant Crist d'Alcúdia fa el seu primer miracle. Temps de penúria, sequera i fam a Mallorca. A partir que el Sant Crist començà a suar sang i aigua, començà les pluges i una bona època de collites. Més endavant s'establí que cada 26 de juliol de cada tres anys se celebri a Alcúdia la coneguda processó del Sant Crist d'Alcúdia.
En novembre de 1521 Alcúdia és assetjada pels agermanats. Darrere de les murades molta gent es refugià, sobretot nobles i rics homes de Mallorca. Carles I d'Espanya declarà als agermanats rebels a la seva autoritat. Pagesia i menestrals intentaren entrar per la força dins les murades d'Alcúdia. El 1522 resistí diversos setges dels agermanats, comandats per en Joanot Colom.
El 18 de juliol de 1523, l'Emperador Carles V atorgà a Alcúdia de títol de: "Ciutat Fidelíssima a l'emperador". El 1525 arriben les exempcions fiscals i un seguit de plets amb les autoritats del Regne de Mallorca que s'hi oposaven.
El 4 de juny de 1535 arribà a Alcúdia amb els seus galions quan anava a participar en la Jornada de Tunis. Durant aquell any es començaria els fonaments del convent de Sant Francesc d'Assís a Alcúdia. En 1542 el rei visità Palma i historiadors diuen que el rei va visitar també aquesta localitat. (Visita de l'emperador Carles V a Alcúdia). En 1551 desembarcaren els turcs al Cap des Pinar d'Alcúdia, D. Bartomeu Maura, capità alcudienc s'enfrontà als turcs amb 150 alcudiencs aconseguint la victòria. Posteriorment el 18 de maig de 1558 els pirates turcs tornaren a Alcúdia i D. Felip Fuster, nou capità alcudienc, acompanyat pel capità Mateu de Pachs lluitaren per fer-los enfora. Moriren a conseqüència d'aquella lluita. En 1551-1558 els atacs turcs al Cap del Pinar i la Victòria que tindran atemorida la població. En 1566 es construeix la torre de la Talaia d'Alcúdia. En 1567 es fundà a Alcúdia el convent de Sant Francesc i de la Nostra Senyora de Jesús de la ciutat d'Alcúdia. Destruït a partir de 1835. El fundador del convent fou el conegut religiós relacionat amb l'emperador Carles V, Mn. Joan Crespí. El monarca l'encomanà que ajudàs en diferents focs de rebel·lia d'aquella època.
El 1568 es construeix la sagristia i el campanar.
El 1570 es construeixen les creus de terme. En 1588 es crea el gremi d'artesans d'Alcúdia. En 1590 és l'any de la concessió de morbers propis que autoritzen la càrrega i descàrrega de vaixells. Set anys després arribaran la creació del gremi dels teixidors de llana i lli. En 1598 es projecta el recinte de la segona murada i la torre major d'Alcanada.
En 1714 Alcúdia envià pólvora i queviures cap a Barcelona, que era assetjada per les tropes borbòniques durant la Guerra de Successió.
El 1715 amb la guerra de successió, Alcúdia intenta pactar una capitulació, davant el seu delegat del rei, el cavaller Dasfeld o D'Asfeld, ja que el nou rei Felip V de Borbó és nomenat rei d'Espanya davant el seu opositor, l'emperador Carles VI d'Habsburg.
A partir de 1717 es va nomenar nou governador d'Alcúdia, D. Josep de Mariconda, un fet que va agreujar encara més la situació per la qual passava Alcúdia en temps de la guerra de Successió Espanyola. Mariconda passà a la història pel seu comportament autoritari i orgullós principalment. Aquest home va fer moltes injustícies a Alcúdia.
Entre 1815 i 1820 arribà a Alcúdia el conegut polític espanyol, Agustín Argüelles Álvarez, un lliberal i diputat a les Corts. A Alcúdia estarà confinat amb altres presoners polítics per orde del rei Ferran VII que en 1814 imposar el poder absolutista. Argüelles va participar en la Constitució de Cadis de 1812.
En 1870 arriba a Mallorca la febre groga. Aquesta malaltia començà a la ciutat de Palma i aviat s'estengué per la resta de l'illa. Alcúdia se salvaguardà de l'epidèmia gràcies a les seves murades i al tancament de totes les portes principals de la ciutat, llevat de la porta de Mallorca que quedaria custodiada per dos homes nomenats pel municipi alcudienc, per controlar a totes les persones que havien d'entrar a Alcúdia i havien de presentar una butlleta de sanitat en la qual deia si havien passat les inspeccions sanitàries per viatjar.
El 1940 comença l'esbucament de les murades. El batlle d'aleshores decideix esbucar les murades després de la guerra civil espanyola. La gent es moria de fam i no tenien treball, causant molts aturats. El batle fou més tard engegat d'Alcúdia.

## Alcudiencs
- Fr. Jaume Capdebou, frare visionari (morí entre 1348 i 1350).
- Pere Pont, frare trinitari, bisbe de Cluny, comte del Palatino, vicegerent de Roma i inquisidor de Mallorca (1485-1545).
- Mn. Tomàs Serra i Domènech, capellà del palau de l'emperador Carles V (S.XVI).
- Frares Bertran, Capdebou i Ventayol (m.1582) Màrtirs al Japó.
- Leonard Capdebou, notari, batlle, delegat, secretari i síndic d'Alcúdia (Morí en 1603).
- Nadal Feliu, religiós i escriptor (1623-1681).
- Joan Reynés i Ferrer, metge i batlle (1801-1882).
- Llorenç Ferrer Martí, escultor (1854-1928).
- Llorenç Bisbal i Barceló, polític (PSOE) (1876-1935).
- Antoni Maria Ques Ventayol, polític i empresari mallorquí (1889-1937).
- Martí Bascuñana Ferrer, músic i compositor (1897-1979).
- Samuel Vilaire Turull, mestre i promotor cultural (1903-1970).
- Mn. Jaume Qués Vanrell, capellà, col·laborador a les excavacions de Pol·lentia i impulsor del Museu Parroquial de Sant Jaume (1913-1987).
- Rafael Bordoy Pomar, escriptor i historiador (1936).
- Joan Darder Brotat, canonge, canceller i expresident del Capítol de la Seu de Mallorca (1944).
- Bartomeu Ventayol Cifre, escultor i pintor (1945).
- Pere Adrover Baixeras, batlle i mestre (1946-2015).
- Antoni Alemany Cladera, batlle, president del PSOE Balear i Conseller d'Hisenda i Innovació. (1947-).
- Antoni Vallespir Llompart, prior del Monestir de la Real de Palma (1948).
- Bartomeu Jaume Serra Cifre, físic (1954).
- Francisca Maria Serra Cifre, historiadora (1958).
- Antoni Domingo Pons, arquitecte i historiador (1962).
- Vicenç Ochoa Truyols, artista (1963).
- Josep Maria Alaminos Garcia, artista (1967).
- Miquel Ferrer Viver, exbatle i membre destacat d'UM. Exconseller de Turisme (1967).
- Llum Barrera San Juan, actriu (1968).
- Miquel Àngel Llompart Hernández, exbatle d'Alcúdia i jugador de bàsquet (1969).
- Josep Melià Ques, polític i membre destacat d'UM (1972).
- Antoni Mayol Llompart, historiador (1973).
- Francesca Rebassa Truyols, Miss Balears 2007 (1982).
- Malena Costa Sjögren, model (1989).

### Persones il·lustres
- Quint Cecili Metel Baleàric, conquistador de les Balears per la República de Roma l'any 123 aC i fundador de la ciutat romana d'Alcúdia: Pollentia (Pol·lència). Nascut vers l'any 170 aC.
- Pere Domenèch, reialista durant les Germanies (S.XVI).
- Pere Ventayol Suau, farmacèutic, historiador i Fill Predilecte d'Alcúdia (1873-1945).
- Bartomeu Ventayol Vanrell, metge i Fill Predilecte d'Alcúdia (1922).[9]
- Antoni Arribas Palau, historiador i arqueòleg (1926-2002).
- Reinhard Mohn, editor i empresari (1926-2009).
- Ben Jakober, escultor (1930).
- Yannick Vu, pintora i escultora (1942).
- Miquel Àngel Ramis Socias, batle, conseller, delegat de Govern, diputat i senador (1958)

### Llinatges
Els llinatges mallorquins més comuns d'Alcúdia són Serra, Ferrer, Cifre, Llompart i Bennàssar (Bennàsar).

## Festes i tradicions
- 5 i 6 de gener: El dia 5 es fa l'arribada dels Reis d'Orient al port i ciutat d'Alcúdia. El dia 6, el tradicional concert dels Reis amb la banda de música i Coral Ciutat d'Alcúdia.
- 16 i 17 de gener: Festes de Sant Antoni Abat. Foguerons i sortida dels dimonis des de l'ajuntament d'Alcúdia. Beneïda dels animals davant l'església de Sant Jaume.
- Febrer: Festa de Carnaval.
- 24 de febrer: Sant Macià- Dia que el St. Crist d'Alcúdia va fer el primer miracle a la Cova de Sant Martí. Visita a la venerada imatge a la parròquia de Sant Jaume, al llarg del dia, i s'assisteix a la missa del vespre.
- Març / abril: Fira de la Sèpia al Port d'Alcúdia.
- Març / abril: Setmana Santa: 23 d'abril, Dia del Llibre, venda de llibres als carrers del centre de la ciutat. Data de l'aniversari de la Biblioteca Ca'n Torró i diada de Sant Jordi.
- 29 de juny: Festa de Sant Pere. Tradicional processó marítima amb les barques engalanades que surten acompanyant la imatge de Sant Pere, patró des Port d'Alcúdia.
- 1 i 2 de juliol: Festes de la Mare de Déu de la Victòria. Les festes de la patrona d'Alcúdia reuneix a l'ermita de la Victòria a tots els alcudiencs i alcudienques per seguir amb la tradicional ancestral de pujar en família per venerar la imatge.
- Juliol i agost: Via Fora- "Una nova visió de les murades"- Programa de visites guiades dramatitzades pel voltant del camí de Ronda que envolta dins les murades de Jaume II de Mallorca.
- 25 de juliol: Festa de Sant Jaume, patró de la ciutat d'Alcúdia. Durant una setmana anterior a aquesta festivitat, els habitants de la ciutat gaudeixen d'actes lúdiques i esportives que acaben amb un gran foc artificial a la plaça de Carles V.
- 26 de juliol: La Triennal o la Processó del Sant Crist. Cada tres anys, Alcúdia es mou amb il·lusió i alegria per seguir amb la tradició de dur en processó el seu Sant Crist pels carrers principals de la ciutat cada migdia del 26 de juliol de cada tres anys. El darrer fou el passat any 2007, durant el V centenari del primer miracle, amb un ple total de participació. La gran devoció pel Sant Crist d'Alcúdia ha traspassat fronteres.
- Agost: Agost a la Fresca. Cicle de mostra de teatre en català dins l'incomparable teatre romà del segle i aC i cicle de música en el pati de la biblioteca de Ca'n Torró.
  - 24 d'agost: Festa de Sant Bartomeu o Festa de les Llinternes. Aquesta tradició es remunta a 1983 quan el grup musical local, Sarau Alcudienc, capitanejat per Antoni Bibiloni Riera, inauguraren aquest acte de cloenda de l'estiu alcudienc amb la processó infantil de llanternes fetes a casa amb melons o síndries. Sempre parteix de l'ajuntament d'Alcúdia cap a les 21 h. Durant la processó es canten cançons mallorquines tradicionals.
- Setembre: Festival de Jazz d'Alcúdia entre l'Auditorium d'Alcúdia i biblioteca de Ca'n Torró, amb la col·laboració de diferents cafès o bars locals on es pot gaudir d'alguna actuació del programa.
- Mitjans de setembre: Festa de la Mare de Déu de Santa Anna. Coneguda per les seves famoses carreres de cavalls dins la finca de Sa Pilota, a prop de l'església d'Alcúdia, al matí. Aquesta tradició és molt antiga a Alcúdia i es varen celebrar fins a l'any 2008.
- Primer cap de setmana d'octubre: Fira d'Alcúdia. Des del primer divendres del mes i al diumenge, Alcúdia s'envolta d'actes lúdics i esportius a més de comptar amb una de les principals fires de l'arxipèlag. Mostres industrials, ramader, agrícola, gastronòmics i de motos i cotxes antics.
- 20 d'octubre: Festa de les Verges, Santa Ursula. Les tradicionals serenates a les fadrines, dones i nines de la ciutat. Es mengen els famosos bunyols.
- Desembre:
  - Festes de Nadal: Recull mostres de nadales, concurs de pessebres i diferents actes lúdiques. Es pot sentir el cant de la Sibil·la la nit del 24 de desembre a la parròquia de Sant Jaume d'Alcúdia.
  - 26 de desembre: Segona Festa de Nadal i Dia de Sant Esteve. Des del segle xvi és festa alcudienca que rememora la victòria dels alcudiencs sobre les tropes dels agermanats. Des de mitjans de desembre de 2009, data que va ser instaurat, se celebraran anualment, els Premis Sant Esteve d'Alcúdia, i es fan entrega a les 13 hores a la casa del consistori alcudienc.
  - 31 de desembre: Festa de Cap d'Any.

## Associacions culturals, fundacions i entitats
| - Fundació Biblioteca d'Alcúdia "Ca'n Torró". - Fundació Mateu Torrens Salort. - Fundació-Museu Ben Jakober. - Casal de Ca'n Joanet. (Exposicions culturals) - Casal de Ca'n Fondo. (Exposicions culturals) - Museu Monogràfic de la ciutat romana de Pol·lència. - Museu Parroquial de Sant Jaume. | - Associacions de la Tercera Edat d'Alcúdia i Port. - Associació Club de la Segona Edat d'Alcúdia. - Associació cultural S'Atalaia. - Associació Amics dels Cavalls d'Alcúdia. - Entitat de la Coral Ciutat d'Alcúdia. - Sarau alcudienc. - Colla de geganters d'Alcúdia. |